# Рецессия
Реце́ссия (от лат. recessus «отступление») — в экономике (в частности, в макроэкономике), относительно умеренный, некритический спад производства или замедление темпов экономического роста. Термин появился в США в период великой депрессии, чтобы не использовать слово «депрессия», ставшее слишком знаковым.
Определение рецессии различается в разных странах и источниках. В значительной части из них под рецессией понимается снижение реального ВВП в течение двух кварталов подряд. Национальное бюро экономических исследований в США даёт определение рецессии как «значительное снижение экономической активности по всему рынку в течение нескольких месяцев, обычно заметному по уровням реального ВВП, реальных доходах, занятости населения, промышленного производства и оптово-розничных продаж». В Великобритании под этим понятием подразумевается экономический спад в течение двух последовательных кварталов.
Спад производства характеризуется нулевым ростом валового национального продукта (ВНП) (стагнация) или его падением на протяжении более полугода. Рецессия является одной из фаз экономического цикла (конъюнктура), следующей после бума, или продолжительного плавного роста, и сменяющейся депрессией. Рецессия чаще всего ведёт к массивным падениям индексов на бирже. Как правило, экономика одной страны зависит от экономики других стран, поэтому экономический спад в той или иной стране может привести к спаду экономик в других странах и даже к краху на мировых биржах (см. Чёрный четверг). Рецессии присущи также многие другие признаки циклических кризисов, к примеру, рост безработицы. Следуя определению понятия, используемому МВФ, мир погружался в рецессию в 1975, 1982, 1991, 2009 и 2020 (Рецессия в связи с пандемией COVID-19) годах (по некоторым оценкам, в этом перечислении также должен быть 2001 год), причем рецессия 2009 г. была самой глубокой со времен Великой депрессии.

## Причины
Причины рецессий могут быть разными, объяснения рецессии тесно связано с понятием деловых циклов в экономике. Различные экономические школы по-разному определяют причины рецессии, кроме того, даже с точки зрения одной и той же экономической школы рецессии могут иметь разные причины. Циклы и соответствующие рецессии длинных волн Н. Д. Кондратьева объясняют сменой технологических укладов. Причины рецессии в странах Запада и в России также отличаются. Последняя рецессия в США и странах Запада была спровоцирована ситуацией на финансовых рынках и рынке ценных бумаг, прежде всего, ипотечных ценных бумаг. Рецессия 2001 года в США связана с падением вложений в новые отрасли экономики (такие как информационные технологии) и снижением их эффективности. Рецессия 2008 года в России связана с падением мировых цен на нефть, низким уровнем объёмов производства в несырьевых секторах экономики. Продолжение кризиса в России в 2010—2011 годах связывают с так называемым «сырьевым проклятием», ростом государственного сектора экономики, ростом налогов, отсутствием реформ правоохранительной системы, приводящее к неравенству участников рынка, монополизации экономики.

## О терминах «кризис», «депрессия», «рецессия»
Ироничную трактовку «терминов», аналогичных по своей сути, дал экономист середины XX века Мюррей Ротбард:

В былые времена мы страдали от периодических экономических кризисов, внезапное начало которых называлось «паникой», а затяжной период после паники назывался «депрессией». Самой известной депрессией нового времени является, конечно же, та, что началась в 1929 году с типичной финансовой паники и продолжалась вплоть до начала Второй мировой войны. После катастрофы 1929 года экономисты и политики решили, что это больше никогда не должно повториться. Чтобы успешно и без особых хлопот справиться с этой задачей, понадобилось всего лишь исключить из употребления само слово «депрессия». С того момента Америке больше не пришлось испытывать депрессий. Ибо когда в 1937—1938 годах наступила очередная жестокая депрессия, экономисты попросту отказались использовать это жуткое название и ввели новое более благозвучное понятие — рецессия. С тех пор мы пережили уже немало рецессий, но при этом ни одной депрессии. Впрочем, довольно скоро слово «рецессия» тоже оказалось довольно резким для утончённых чувств американской публики. Судя по всему последняя рецессия была у нас в 1957—1958 годах. С того же времени у нас случались «спады», или даже лучше «замедления», а то и «отклонения».— Мюррей Ротбард, статья «Экономические депрессии: их причины и методы лечения» (1969)